# Вампір Реджинальд
Вампір Реджинальд (англ. Reginald the Vampire) — американський фентезійно-комедійний телесеріал від творця Гарлі Пейтона для телеканалу SyFy. Прем'єра першого сезону відбулася 5 жовтня 2022 року.

## Синопсис
Серіал розповідає про пригоди сором'язливого хлопця Реджинальда Баскіна, який неочікувано для себе став вампіром.

## Актори та персонажі
| Актор              | Роль              |
| ------------------ | ----------------- |
| Джейкоб Баталон    | Реджинальд Баскін |
| Емілі Гайне        |                   |
| Саванна Баслі      |                   |
| Рейчел Ґулдінґ     | Мойра             |
| Мандела Ван Піблз  |                   |
| Арен Бухгольц      |                   |
| Андре Ентоні       | Айзек             |
| Джорджия Вотерс    |                   |
| Тейлі Робердж      | Клер              |
| Маргеріт Ганна     |                   |
| Шон Ів Лессар      | Леброн            |
| Кетрін Слінґсбі    | Карен             |
| Джессі Стретч      | Біллі             |
| Джордан Страндлунд |                   |
| Яг Гордая          |                   |